# Carlos Kameni
Pour les articles homonymes, voir Kameni.
Idriss Carlos Kameni est un footballeur camerounais né le 18 février 1984 à Douala au Cameroun.

## Biographie

### Club
Idriss grandit dans les rues du quartier de Biyem-Assi où il commence à taper dans le ballon comme la plupart des jeunes du Cameroun. Paradoxalement, c'est en tant qu'avant centre qu'il fait ses preuves dans l'équipe du Lycée de Biyem-Assi.
Ce joueur formé au sein de la célèbre académie Kadji Sport Academies rejoint après un essai concluant en mai 1997 le centre de formation du Havre AC (avec lequel il gagne le championnat de France des moins de 15 ans) et sait vite s'imposer dans les cages de chacun de ses clubs, on peut citer le Havre AC, l'AS Saint-Étienne et l'Espanyol Barcelone.
En janvier 2012, alors qu'il est libre de tout contrat, durant le mercato d'hiver, il est transféré à Málaga CF pour une durée de deux années. Il fait ses débuts en Liga contre la Real Sociedad et s'impose sur le score de 2-0.
En 2014, il reste titulaire malgré le recrutement par le club de Guillermo Ochoa. Cette situation n'évolue pas lors de la saison 2015-2016, il continue à être titulaire en effectuant de grosses performances dans les buts. Ainsi, le 21 février 2016, il fait un grand match et arrête même un penalty de Cristiano Ronaldo.
Lors de l'été 2021, il s'engage avec le club Arta Solar 7 évoluant dans le championnat de Djibouti de football. Il y rejoint ses anciens coéquipiers en sélection camerounaise Alexandre Song et Dany Nounkeu. Au terme de la saison 2021-2022, il est sacré champion de Djibouti avec le club.

### Sélection
Il commence sa carrière internationale avec les Olympiques du Cameroun et remporte la médaille d'or des Jeux olympiques d'été en 2000, il a notamment participé  à plusieurs compétitions comme la Coupe d'Afrique des nations qu'il remporte en 2002 en tant que deuxième gardien, et finaliste de l'édition 2008 en tant que premier gardien. Il participe également à la Coupe du monde en 2002 en tant que deuxième gardien et en 2010 en tant que deuxième gardien. Il ne prend pas part au trois matchs du premier tour contre le Japon, Danemark et Pays-Bas à l'issue duquel l'équipe nationale n'arrive pas à se qualifier pour la suite de la compétition.

## Palmarès
Espanyol Barcelone
- Coupe d'Espagne
  - Vainqueur en 2006
- Coupe de l'UEFA
  - Finaliste en 2007

 Cameroun
- Jeux olympiques
  - Médaillé d'or en 2000
- Coupe des confédérations
  - Finaliste en 2003
- Coupe d'Afrique des nations
  - Vainqueur en 2002
  - Finaliste en 2008

## Distinctions
- Chevalier de l'ordre de la Valeur (Cameroun)